# Las horas (álbum)
Las Horas es el tercer álbum de estudio, y cuarto en la cronología, de la banda chilena Saiko, publicado en agosto del 2004. En él influyó una mayor producción y desarrollo sonoro en relación con sus trabajos anteriores, ya que en este se pueden apreciar en su totalidad el sonido de la batería, guitarra y bajo. Fue el primer trabajo de la banda grabado en un sello independiente y el último grabado con Denisse Malebrán como vocalista antes de su salida del grupo en 2007. Fue coproducido por Gabriel Vigliensoni (Los Mismos) y contó con invitados como Quique Neira. También fue publicado en Argentina y España además de recibir una nominación al premio Altazor. Tuvo 2 reediciones, una en 2005 bajo el sello Escarabajo y la más reciente en 2012, remasterizado y en versión digipack bajo el sello Oveja Negra, todo esto tras el regreso de la banda a los escenarios.

## Promoción y concepto
Durante el año 2005 Saiko comienza con una intensa promoción del álbum, la que comienza a expandirse a regiones debido a las diversas invitaciones que recibe la banda para ser parte de los conciertos masivos de verano y también por los conciertos que ellos mismos agendan.
El primer sencillo escogido por la banda para promocionar el álbum fue "Lo que mereces", tema que indaga en el sentimiento de lo que provoca en una mujer ser madre y lo que daría por sus hijos, canción que fue escrita por Denisse Malebrán para su madre Ana. Posteriormente le siguió el sencillo "Debilidad", que habla de lo condición natural débil del humano ante las situaciones adversas. "Pausa" es una canción que se refiere a la partida de un ser querido. Le siguió "Las Horas", tema de contenido social que habla sobre los familiares de detenidos desaparecidos en Chile. Por último, "Luz Mágica" habla de lo maravilloso de lo que es para una mujer poder dar la vida.

## Ediciones
La primera edición fue publicada en el año 2004 a través de sello La Oreja, tiene doce pistas, incluyendo la versión radial de "Lo que mereces" y una versión de "Debilidad"  con arreglos de acordeón. Luego el álbum fue reeditado en 2005 a través del sello Escarabajo Records con diez pistas sin las versiones mencionadas y con los videos musicales de "Lo que mereces" y los dos videos de "Debilidad" (1.0 y 2.0), idéntica a la versión de 2005 fue publicado el 2006 en España también bajo el sello Escarabajo, el año 2012 se reeditó con el sello Oveja Negra con once pistas, incluyendo la canción "Tu voz" que también fue incluida en el álbum Trapecio del año 2013.
Saiko publicó una edición en disco de vinilo con motivo del 20 aniversario de la banda y del 15 aniversario del álbum, este fue lanzado en un concierto en Matucana 100, el día 8 de diciembre.

## Listado de canciones
Todas las letras escritas por Denisse Malebrán, toda la música compuesta por Saiko. 
| Las horas (primera edición 2004) |                               |          |  |
| N.º                              | Título                        | Duración |  |
| 1.                               | «Hoy»                         | 2:58     |  |
| 2.                               | «Lo que mereces»              | 4:49     |  |
| 3.                               | «Debilidad»                   | 3:04     |  |
| 4.                               | «Pausa»                       | 4:44     |  |
| 5.                               | «Hola»                        | 3:09     |  |
| 6.                               | «Luz mágica»                  | 5:00     |  |
| 7.                               | «Verás»                       | 5:34     |  |
| 8.                               | «Don»                         | 5:00     |  |
| 9.                               | «Otra vez» (con Quique Neira) | 4:18     |  |
| 10.                              | «Las Horas»                   | 5:00     |  |
| 11.                              | «Lo que mereces» (radio edit) | 3:59     |  |
| 12.                              | «Debilidad» (acordeón)        | 3:07     |  |
| 50 minutos                       |                               |          |  |

| Las horas (reediciones 2005 y 2006) |                               |          |  |
| N.º                                 | Título                        | Duración |  |
| 1.                                  | «Hoy»                         | 2:58     |  |
| 2.                                  | «Lo que mereces»              | 4:49     |  |
| 3.                                  | «Debilidad»                   | 3:04     |  |
| 4.                                  | «Pausa»                       | 4:44     |  |
| 5.                                  | «Hola»                        | 3:09     |  |
| 6.                                  | «Luz mágica»                  | 5:00     |  |
| 7.                                  | «Verás»                       | 5:34     |  |
| 8.                                  | «Don»                         | 5:00     |  |
| 9.                                  | «Otra vez» (con Quique Neira) | 4:18     |  |
| 10.                                 | «Las Horas»                   | 5:00     |  |
| 43 minutos                          |                               |          |  |

| Las horas (reedición 2012) |                               |          |  |
| N.º                        | Título                        | Duración |  |
| 1.                         | «Hoy»                         | 2:58     |  |
| 2.                         | «Lo que mereces»              | 4:49     |  |
| 3.                         | «Debilidad»                   | 3:04     |  |
| 4.                         | «Pausa»                       | 4:44     |  |
| 5.                         | «Hola»                        | 3:09     |  |
| 6.                         | «Luz mágica»                  | 5:00     |  |
| 7.                         | «Verás»                       | 5:34     |  |
| 8.                         | «Don»                         | 5:00     |  |
| 9.                         | «Otra vez» (con Quique Neira) | 4:18     |  |
| 10.                        | «Las Horas»                   | 5:00     |  |
| 11.                        | «Tu voz»                      | 2:55     |  |
| 46 minutos                 |                               |          |  |